# آهنگری دورانی
آهنگری دورانی (به انگلیسی: Orbital Forging) یکی از فرایندهای شکل‌دهی فلزات است که با استفاده از یک ابزار شکل‌دهی مخروطی، نیروهای وارد بر قطعه را کاهش داده و سبب شکل‌دهی تدریجی قطعه تا حصول شکل نهایی می‌شود. دستگاه‌های مورد استفاده در این فرایند، معمولاً دارای حرکت دورانی و خطی تغذیه (feed) مجزایی می‌باشند. حرکت دورانی توسط سازوکار خارج از مرکز و حرکت تغذیه با یک عملگر خطی انجام می‌شود. سینماتیک مورد استفاده این دستگاه‌ها از نوع مستقیم است که برای ایجاد پروفیل حرکتی، اطلاعات مربوط به هندسه قطعه را مد نظر قرار نمی‌دهد؛ از این رو رسیدن به یک پروفیل خاص که تطابق کامل را با قطعه داشته باشد میسر نیست. آهنگری دورانی یکی از روش‌های شکل‌دهی حجمی است که در آن محور قالب بالایی با زاویه کمی نسبت به محور قالب پایینی انحراف دارد. وقتی که یک قالب نسبت به دیگری حرکت می‌کند سطح تماس بین قالب و قطعه کار - که به آن ردپا یا اثر قالب می‌گویند - به صورت پیوسته داخل قطعه کار توسعه پیدا می‌کند و تدریجاً تغییر شکل صورت می‌گیرد تا زمانی که شکل نهایی حاصل شود. زاویه انحراف بیشتر، باعث ردپای کوچکتر و اندازه نیروی کمتر در شکل‌دهی می‌گردد.

## تقسیم‌بندی انواع آهنگری دورانی
- دستگاه‌های آهنگری دورانی بر مبنای سینماتیک حرکتی قالب، به سه دسته اصلی تقسیم می‌شوند. این تقسیم‌بندی اولین بار توسط استندرینگ و اپلتون انجام گرفته‌است.

در دسته اول دستگاه‌های آهنگری دورانی، محور قالب بالا و قالب پایین هردو ثابت است و هر دو قالب تنها حول محور خود حرکت دورانی دارند. این دسته از اولین دستگاه‌های ساخته شده در صنعت آهنگری دورانی هستند. از نمونه‌های این دسته می‌توان به دستگاه‌های آسیای اسلیک - که توسط ادوین اسلیک ابداع شد- و دستگاه آهنگری چرخ‌دنده مخروطی - که در اتحاد جماهیر شوروی سابق ساخته شد - اشاره کرد
- در دسته دوم دستگاه‌های آهنگری دورانی، قالب بالا علاوه بر دوران حول محور خود، نسبت به محور قطعه کار نیز دوران می‌کند. در انگلستان مسی یک دستگاه آهنگری دورانی از نوع دوم ابداع کرد.[۲]
- با بررسی فرایند شکل‌دهی و جریان فلز، پدیده خزش دورانی مطرح شد و برای اولین بار آثار سوء آن در عملیت شکل‌دهی در نظر گرفته شد و برای این مشکل چندین طرح ارائه شد. نهایتاً با ارائه طرح مسی برای جلوگیری از چرخش قالب حول محور خودش، دسته سوم از دستگاه‌های آهنگری دورانی به وجود آمدند.
- دسته سوم دستگاه‌های آهنگری دورانی تا حد زیادی شبیه دسته دوم هستند و فقط از یک جنبه با دسته دوم تفاوت دارند و آن نیز به واسطه سازوکار محدودکننده ای است که قالب بالایی، امکان دوران حول محور خودش را ندارد. دسته سوم خود به دو گروه تقسیم می‌شوند:
  1. در این گروه، زاویهٔ بین محور بالایی و قطعه کار هیچ تغییری نمی‌کند
  2. در این گروه زاویه بین محور بالایی و قطعه کار متغیر است. تغییر زاویه قالب برای اولین بار توسط مارسینیاک با استفاده از یک سازوکار خارج از مرکز معرفی شد. متغیر بودن زاویه قالب، این امکان را فراهم می‌آورد که قالب بالایی بتواند حرکت‌های مختلفی از قبیل الاکلنگی (خطی)، گل مرواریدی، دورانی و مارپیچی را اجرا کند.

## نیروی شکل‌دهی در آهنگری دورانی
- با ارائه سازوکار خارج از مرکز برای ایجاد پروفیل‌های حرکتی گوناگون، آهنگری دورانی بیشتر مورد توجه قرار گرفت. در زمینه فرایند آهنگری و برآورد نیروی شکل‌دهی در آهنگری دورانی نیز کارهای زیادی انجام شده‌است که از جمله آن‌ها می‌توان به موارد زیر اشاره کرد:
  - ژینگ و همکاران آهنگری معمولی و دورانی را مورد مقایسه قرار دادند و نشان دادند که نیروی مورد نیاز برای آهنگری دورانی یک پنجم نیروی مورد نیاز در آهنگری معمولی است.[۳]
  - هان و هوا به بررسی تأثیر ابعاد قطعه اولیه و پارامترهای تنظیمی دستگاه، بر روی نیروهای آهنگری دورانی پرداختند و نشان دادند که تأثیر افزایش قطر قطعه اولیه بر نیروی آهنگری، نسبت به افزایش ارتفاع قطعه اولیه بیشتر است. همچنین نشان دادند که با افزایش زاویه قالب بالایی و میزان پیشروی عمودی، نیروی مورد نیاز آهنگری افزایش می‌یابد[۴]
  - سامویک میزان نیروی مورد نیاز دو پروفیل مارپیچی و پروفیل گل مروایدی را با هم مقایسه کرد و نشان داد نیروی مورد نیاز در پروفیل مارپیچی نسبت به پروفیل گل مرواریدی کمتر است.[۱]
  - هان و همکاران آهنگری دورانی را برای حالتی که پروفیل مقطع قالب بالایی غیر دایره ای است شبیه‌سازی کردند و نشان دادند که حداکثر نیروی آهنگری به دست آمده از شبیه‌سازی و آزمون عملی تنها به اندازه ۶٫۷۶ درصد اختلاف دارند.[۵]

## روابط حاکم بر سینماتیک حرکتی قالب
در تمامی دستگاه‌های ذکر شده در بخش قبل، حرکت دورانی از ترکیب یک حرکت صفحه ای و یک حرکت خطی در راستای محور قالب تأمین می‌شود. حرکت صفحه ای به کمک یک سازوکار خارج از مرکز که شامل دو صفحه دوار می‌باشد، تأمین می‌گردد. مراکز این صفحات برهم منطبق نموده و نسبت به هم اختلاف دارند.
همان‌طور که در شکل زیر مشاهده می‌شود مرکز صفحهٔ B در نقطه c بر روی صفحه A یاتاقان بندی شده‌است و نسبت به مرکز به اندازه r1 اختلاف دارد. همچنین اهرم مربوط به قالب مخروطی نیز در نقطه ’c به صفحه B متصل است که فاصله آن نسبت به مرکز صفحه B به اندازه r2 می‌باشد. در اکثر دستگاه‌های آهنگری دورانی مرسوم، اندازه r1 و r2 قابل تنظیم است. با دوران دو صفحه A و B حول محور خودشان، نقطه ’c ترکیبی از دو حرکت انتقال و دوران خواهد داشت. با تغییر سرعت دورانی صفحات A و B و همچنین تغییر اندازهٔ r1 و r2 حرکات مختلفی از قالب به دست می‌آید. معادله مسیر حرکت نقطه ’c با مشخص بودن اندازه r1 و r2 از رابطه‌های پایین به دست می‌آید:
{\displaystyle x(t)=r_{1}\cos \alpha (t)+r_{2}\cos \beta (t)}
{\displaystyle y(t)=r_{1}\sin \alpha (t)+r_{2}\sin \beta (t)}
در این روابط {\displaystyle alpha(t)} و {\displaystyle beta(t)} به ترتیب زوایای r1 و r2 نسبت به محور افق و (t)x و (t)y مختصات نقطه ’c نسبت به مرکز صفحه A در زمان‌های مختلف هستند که با توجه به مشخص بودن سرعت‌های دورانی صفحه A و صفحهٔ B در هر زمان به دست می‌آیند.